# Doris Valenzuela
Doris Valenzuela (1979, Buenaventura, Valle del Cauca – 11 de abril de 2018, Murcia) fue una activista por los derechos de las personas indígenas, campesinos y afrodescendientes de Colombia. 

## Biografía
Doris Valenzuela sufrió desde temprano la violencia paramilitar en Colombia. Perdió dos hijos a manos de las fuerzas paramilitares, quienes continuaron amenazándola después de que los denunciara, y debió acudir al exilio interno luego de denunciar la acción de los paramilitares en su región. Era miembro de la organización Conpaz (Construyendo Paz en los Territorios), una organización de indígenas, campesinos y afrodescendientes de Colombia dedicada a fomentar estrategias de apoyo mutuo y solución pacífica en territorios asediados por el conflicto armado.
En el 2017, debido a las constantes amenazas que sufría, Valenzuela debió trasladarse a España, donde colaboró con Amnistía Internacional y dio charlas sobre su trabajo en Colombia. Al año de establecerse en España, fue asesinada por su esposo, de quien buscaba divorciarse. El ayuntamiento de Murcia y Amnistía Internacional realizaron diversos homenajes en su honor.